# Laelia exclamationis
Laelia exclamationis är en fjärilsart som beskrevs av Vincenz Kollar 1848. Laelia exclamationis ingår i släktet Laelia och familjen tofsspinnare. Inga underarter finns listade i Catalogue of Life.